# Сладкий запах успеха
«Сладкий запах успеха» (англ. Sweet Smell of Success) — чёрно-белый фильм в стиле нуар о теневых сторонах популярной журналистики, снятый зимой 1956-57 годов в центре Манхэттена британским режиссёром А. Маккендриком по заказу независимой студии Берта Ланкастера и его агента Харольда Хекта. Считается одним из самых едких в своём сарказме произведений классического Голливуда.
В 1980-е гг. «Сладкий запах успеха» был колоризован для телевидения. В 1993 году внесён в Национальный реестр фильмов. В 2002 году на Бродвее был поставлен мюзикл по мотивам ленты (музыка Марвина Хэмлиша). В 2003 году Американский институт киноискусства включил Хансекера, одного из главных персонажей фильма, в список 50 величайших кинозлодеев под 35-м номером. Проект Criterion в 2011 г. выпустил картину на DVD.

## Сюжет
Молодой рекламный агент Сидни Фалько (Тони Кёртис) занимается пиар-продвижением начинающих знаменитостей в крупной газете национального масштаба. За деньги или услуги он убеждает влиятельного публициста Дж. Дж. Хансекера (Берт Ланкастер) оказывать ему помощь: время от времени упоминать клиентов Фалько в своей газетной колонке.
В последнее время Фалько на мели. Хансекер объявил ему ультиматум: он не будет помогать Фалько до тех пор, пока тот не разведёт сестру Хансекера с её парнем Стивом Далласом, который играет на гитаре в начинающей поп-группе. Хансекер очень привязан к сестре, это единственный близкий ему человек, они давно живут в одной квартире.
Будучи доведённым до отчаяния, Фалько договаривается с представителем другой газеты разместить «утку», которая порочит репутацию Далласа. В обмен он гарантирует своему собеседнику интимные услуги официантки, которая тайно влюблена в Фалько. Наутро в газете появляется заказной материал о том, что Стива видели принимающим наркотики и что он якобы симпатизирует коммунистам.
Разражается скандал, и Далласа увольняют из группы. Молодой человек подозревает, что за всем этим стоит Хансекер и в присутствии невесты (Сьюзи Хансекер) обзывает его слизняком, заодно высказывая в лицо воротиле всё, что о нём думает. Расчёт Фалько оправдался. Сестра Хансекера, чтобы остудить пыл брата, разорвала отношения со Стивом.
Однако разъярённый Хансекер по-прежнему намерен расправиться с обидчиком. Он готов на время уступить свою колонку Фалько при условии, что тот подбросит марихуану в карман Стива. Преодолев отвращение, Фалько исполняет поручение Хансекера. После этого гитариста берёт под стражу и избивает продажный, патологически жестокий лейтенант полиции Келло.
Чтобы доложить о своих успехах, Фалько приезжает домой к Хансекеру в Brill Building. Узнав о неприятностях своего жениха, Сьюзи пытается выброситься с балкона. Фалько силой возвращает её в комнату. В это время в квартиру врывается Хансекер. Увидев сестру в объятиях Фалько, он в приступе ревности набрасывается на него с кулаками.
Когда Фалько выбирается из квартиры на Таймс-сквер, то попадает в руки к Келло, которого натравил на него Хансекер. Сьюзи объявляет брату, что предпочитает смерть тому, чтобы продолжать жить с ним под одной крышей. Собрав вещи, она покидает квартиру и направляется к Стиву. По её словам, она испытывает к брату вместо ненависти одну только жалость.

## В ролях
- Бёрт Ланкастер — Джей Джей Хансекер
- Тони Кёртис — Сидни Фалько
- Сьюзан Харрисон — Сьюзан Хансекер
- Мартин Милнер — Стив Даллас
- Сэм Левин — Фрэнк Д’Анджело
- Эмиль Мейер — Гарри Келло
- Барбара Николс — Рита
- Эдит Этуотер — Мэри
- Джефф Доннелл — Салли
- Чико Хэмилтон — в роли самого себя

В титрах не указаны
- Джей Адлер — Мэнни Дэвис
- Джон Фидлер — продавец хот-догов
- Куини Смит — Милдред Тэм

## Производство
В 1950 году в журнале Cosmopolitan был опубликован рассказ «Расскажи мне об этом завтра» (авторское название «Сладкий запах успеха»). Автор Эрнест Леман в своём первом литературном опыте обыграл собственные впечатления от работы на Ирвинга Хоффмана, сотрудника издания The Hollywood Reporter, который поставлял материалы для скандально известного и крайне влиятельного публициста Уолтера Уинчелла. Сюжетная линия была навеяна давней историей о попытках Уинчелла воспрепятствовать браку своей дочери. Хотя после публикации рассказа Уинчелл был в ярости, а Хоффман и вовсе перестал разговаривать с бывшим коллегой, Леману всё-таки удалось сделать успешную карьеру голливудского сценариста.
В середине десятилетия, когда могущество Уинчелла пошло на убыль, Леман взялся самостоятельно написать сценарий по рассказу и даже видел себя в кресле режиссёра. Не желая рисковать, продюсер Харольд Хект принял решение подобрать для съёмок опытного постановщика. В это время остался без работы один из ведущих режиссёров британской киностудии в Илинге, Александр Маккендрик: в 1954 году студия была продана телевизионщикам и перестала выпускать кинофильмы. В поисках возможности продолжить карьеру в Голливуде, он подписал с Хектом контракт на экранизацию пьесы Бернарда Шоу «Ученик дьявола».
Вскоре этот проект лёг под сукно, и тогда Маккендрику не оставалось ничего иного, как заняться экранизацией рассказа Лемана. Тот начал работу над сценарием, но из-за болезни выбыл из проекта. На момент начала съёмок сценарий всё ещё перерабатывал известный писатель левых взглядов — Клиффорд Одетс. Он подошёл к работе весьма основательно и фактически переписал заново каждую сцену. То, что было отредактировано Одетсом в вагончике накануне вечером, наутро поступало к режиссёру на съёмочную площадку. Времени для репетиций с актёрами попросту не оставалось.
Роли Сидни Фалько энергично добивался Тони Кёртис, которому наскучило амплуа смазливого, но бесхарактерного юноши. Несмотря на опасения студийного начальства, что изображение отрицательного персонажа может навредить его карьере, Кёртис не пожалел о своём решении — роль Сидни Фалько считается вершиной его актёрской карьеры. На роли Хансекера и Стива Далласа были намечены Хьюм Кронин и Роберт Вон, однако последний был неожиданно призван в армию, а первого заменили на одного из сопродюсеров, Берта Ланкастера, который незадолго до того удачно выступил в паре с Кёртисом в кинохите «Трапеция».
Маккендрик вспоминает, что как режиссёру традиционной британской выучки, привыкшему работать в студии и много репетировать, ему было тяжело и непривычно вести съёмки в самом центре Манхэттена, «среди заряженных нервической энергией толп народа», к тому же не имея под рукой готового сценария. Спорить с самолюбивым Ланкастером он не решался, так как тот продюсировал фильм и имел свойство менять несговорчивых режиссёров по ходу съёмок. Несколько раз на съёмочную площадку через полицейское оцепление прорывались фанатки Кёртиса.

## Мнения о фильме
«Сладкий запах успеха» не имел успеха в прокате. Даже самые верные поклонницы Кёртиса и Ланкастера сочли фильм слишком мрачным и перенасыщенным диалогами. Ланкастер поссорился со своими компаньонами, ибо те винили его в том, что проект едва не привёл к банкротству их небольшой студии. Тем не менее рецензии были в своём большинстве положительными. Правда, обозреватель The New York Times посетовал на то, что обрисованный в фильме мирок манхэттенского «пояса бистро» мало кому известен за пределами города и не даёт оснований для широких обобщений по поводу современного общества.
Фильм об «акулах пера», лишённых всякого представления о морали, без потерь выдержал испытание временем и в начале XXI века признаётся образцом сарказма в кино. Дэвид Денби (The New Yorker) назвал «Сладкий запах успеха» лучшим фильмом о Нью-Йорке, самым едким. Эндрю Саррис советует посмотреть фильм хотя бы ради блистательного остроумия диалогов — ничего подобного давно нет в современном кино. В то же время Дэйв Кер относит претенциозные, рассчитанные на цитирование афоризмы Одетса («Обожаю этот грязный город!») к числу недостатков.
Неправдоподобие афористичных строчек, которыми сыплют герои фильма, подметил и Роджер Эберт, включивший статью о «Сладком запахе успеха» в книгу о величайших из фильмов. Для Эберта самая слабая сторона ленты — безликие типажи простодушных инженю — сестры Хансекера и её жениха; играющие их актёры смотрятся весьма бледно. С этим согласен и авторитетный английский киновед Дэвид Томсон; он недоумевает по поводу «инцестуозной» привязанности Хансекера к «совершенно тупой» и «скучной» сестре и его неистового сопротивления её связи с вполне приличным юношей, к тому же не «цветным». Наиболее сильной стороной фильма он считает «интимные» и «садомазохистские» отношения Фалько и Хансекера:

С эмоциональной точки зрения они состоят в браке. Тонкое переплетение обоюдных оскорблений и унижений глубоко удовлетворяет их обоих. Можно сказать, что это фильм о двух мужчинах, которые любят ненавидеть друг друга. Более чем вероятно, что за этим стоит латентная гомосексуальность. Отвращение и презрение маскируют потребность друг в друге.

## Импрессионизм
Визуальное решение фильма, которое курировал Джеймс Уонг Хау, даёт основание некоторым киноведам относить «Сладкий запах успеха» к нуарам, хотя в сценарии нет ни частного детектива, ни роковой женщины, ни других традиционных для этого жанра фигур. Кажется, персонажи фильма «растают, появись они при свете дня, — так прокомментировал Дэйв Кер очарование ночного зимнего города. — Пейзаж в стиле „Полуночников“ неодолимо и поэтично холоден». Фильм, снятый в нескольких оживлённых кварталах Мидтауна, запечатлел мельтешение городской жизни — бесчисленные забегаловки, мигающие вывески театров, половодье неоновых огней. А. О. Скотт пишет, что на экране отображена вся палитра серого — от сигарет без фильтра до сухого мартини. Ощущение импрессионизма усиливает джазовая музыка Элмера Бернстайна.

## Параллели с другими фильмами
В качестве эффектного разоблачения скрытых механизмов шоу-бизнеса «Сладкий запах успеха» сравнивают с шедеврами Билли Уайлдера «Бульвар Сансет» (1950) и «Туз в рукаве» (1951). Бёрт Ланкастер создал один из самых колоритных образов злодеев в кино пятидесятых, который может быть поставлен в одном ряду с персонажами Орсона Уэллса в «Третьем человеке» и Роберта Митчема в «Ночи охотника». Политической версией картины в XXI веке называли триллер Джорджа Клуни «Мартовские иды», где обыгрывается тема коррупции. Майкл Аткинсон высказывает предположение, что «Сладкий запах успеха» повлиял также на Джона Кассаветеса и на Федерико Феллини, в особенности на нашумевший фильм последнего «Сладкая жизнь».